# Ironman 70.3 Hawaii
Der Ironman 70.3 Hawaii ist ein Triathlon-Wettkampf der Ironman-70.3-Rennserie, welche von der World Triathlon Corporation auf der Inselgruppe Hawaii im Pazifischen Ozean ausgetragen wird.

## Organisation
Weltweit werden von der World Triathlon Corporation (kurz WTC) Rennen über die Distanz 1,9 km Schwimmen, 90 km Radfahren und 21,1 km Laufen vergeben. Aus der Gesamtdistanz von 113 km bzw. 70,3 Meilen bei einem Bewerb leitet sich der Name ab.

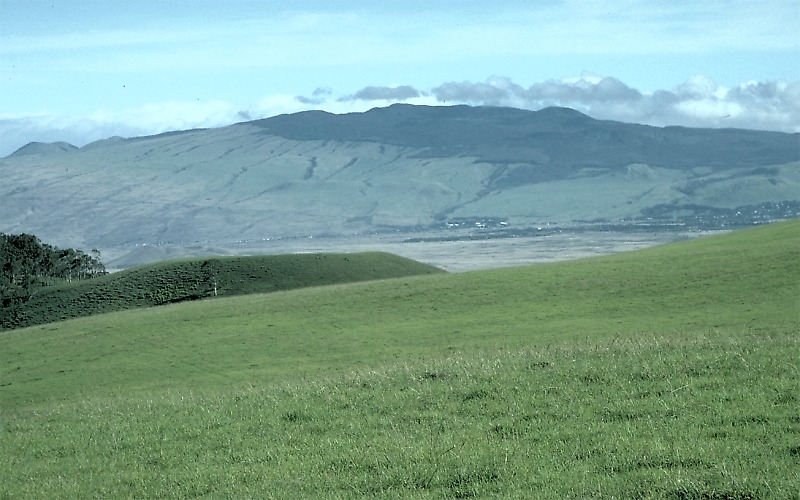
Der Vulkan Kohala im Norden der Insel Hawaiʻi

Der Ironman 70.3 Hawaii wird seit 2005 jährlich im Mai oder Juni an der Koala Coast im Norden der Insel Hawaii ausgetragen. Er trägt zu Ehren der hawaiianischen grünen Meeresschildkröten den Spitznamen „Honu“.
Im Juni 2012 ging der Titel bei den Männern hier an den ehemaligen US-amerikanischer Radrennfahrer Lance Armstrong. 2014 standen erstmals zwei Kanadier ganz oben auf dem Siegerpodest.
Seit 2015 wird es als Age-Group-Rennen ausgetragen – d. h., es sind keine Profi-Athleten am Start. Das Rennen wurde zuletzt mit der 20. Austragung am 31. Mai 2025 gestartet.

## Ergebnisse
| Datum/Jahr   | Männer                | Männer            | Männer          | Frauen               | Frauen                          | Frauen           |
| Datum/Jahr   | Erster Platz          | Zweiter Platz     | Dritter Platz   | Erster Platz         | Zweiter Platz                   | Dritter Platz    |
| ------------ | --------------------- | ----------------- | --------------- | -------------------- | ------------------------------- | ---------------- |
| 30. Mai 2026 |                       |                   |                 |                      |                                 |                  |
| 31. Mai 2025 | Zachary Levet         | Sebastian Radilla | Ryan Miller     | Alina Hanschke       | Ana Augusta Lima Soares Barbosa | Victoria Feng    |
| 1. Juni 2024 | Ciro Damiani          | Davis Kaahanui    | Jason Smith     | Meghan Grant         | Casey Adams                     | Kayla Kielar     |
| 3. Juni 2023 | Alfredo Ramirez Pinho | David Wild        | Kaiden Lieto    | Kelly Barton         | Fernanda Bau                    | Carolyn Olsen    |
| 4. Juni 2022 | Andoni Valencia       | Colton Douda      | Drake Deuel     | Sarah Cameto         | Carolyn Olsen                   | Christine Massey |
| 5. Juni 2021 | Justin Riele -2-      | Devin Volk        | Manuel Huert    | Bree Wee -3-         | Christina Case                  | Teresa Webb      |
| 1. Juni 2019 | Justin Riele          | Daniel Stubleski  | Brian Mancini   | Natia Van Heerden    | Carly Killam                    | Sarah Cameto     |
| 2. Juni 2018 | Charles Perreault     | Ritch Viola       | Jorge Fuentes   | Fiona Crombie        | Carly Killam                    | Lauren Harrison  |
| 3. Juni 2017 | John Newsom           | Levi Hauwert      | Wesley Schiller | Bree Wee -2-         | Shannon Proffit                 | Lectie Altman    |
| 4. Juni 2016 | Tim Rea               | Brett Tingay      | Kevin Coady     | Lectie Altman        | Steph Corker                    | Alison Maher     |
| 30. Mai 2015 | Frédéric Limousin     | Tim Rea           | Calvin Zaryski  | Christine Nichols    | Meredith Hill                   | Audra Adair      |
| 31. Mai 2014 | Brent McMahon         | Benjamin Williams | Karl Bordine    | Angela Naeth         | Bree Wee                        | Melanie McQuaid  |
| 1. Juni 2013 | Craig Alexander -2-   | Paul Matthews     | Damon Barnett   | Belinda Granger -3-  | Laura Siddall                   | Julia Grant      |
| 2. Juni 2012 | Lance Armstrong       | Greg Bennett      | Chris Lieto     | Linsey Corbin        | Julia Grant                     | Beth Walsh       |
| 4. Juni 2011 | Luke Bell             | Chris Lieto       | Matt Lieto      | Bree Wee             | Sheila Croft                    | Susanne Davis    |
| 5. Juni 2010 | Tim DeBoom            | Luke Bell         | Chris Lieto     | Belinda Granger -2-  | Bree Wee                        | Emily Cocks      |
| 29. Mai 2009 | Craig Alexander       | Chris Lieto       | Luke McKenzie   | Belinda Granger      | Samantha McGlone                | Rhea Shaw        |
| 2008         | Chris McCormack -3-   | Luke McKenzie     | Timothy Marr    | Samantha McGlone -2- | Tyler Stewart                   | Kate Bevilaqua   |
| 2007         | Chris McCormack -2-   | Patrick Vernay    | Timothy Marr    | Samantha McGlone     | Michellie Jones                 | Bree Wee         |
| 2006         | Chris McCormack       | Chris Hauth       | James Cotter    | Michellie Jones -2-  | Rachel Ross                     | Jennifer Johnson |
| 2005         | Chris Hauth           | Timothy Marr      | Patrick Baldwin | Michellie Jones      | Heather Fuhr                    | Tina Walter      |